# Kid Galahad (1962)
Kid Galahad (bra: Talhado para Campeão) é um filme estadunidense de 1962 estrelado por Elvis Presley, e com a participação de Charles Bronson.
Esta foi a segunda versão de Talhado para Campeão (Kid Galahad) feita – a primeira filmagem, de 1937, contou em seu elenco com Humphrey Bogart e Bette Davis.

## Sinopse
Walter Gulick (Elvis Presley), um ex-soldado recém-saído do Exército, torna-se um "sparring" de um campo de treinamento de boxe do estado de Nova York. O jovem do interior começa então a lutar, e obtém fama e fortuna com os prêmios de suas lutas.

## Elenco
| Personagem                | Ator/atriz      | Voz no Brasil  |
| ------------------------- | --------------- | -------------- |
| Walter Gulick/Kid Galahad | Elvis Presley   | Orlando Prado  |
| Willy Grogan              | Gig Young       | Júlio César    |
| Dolly Fletcher            | Lola Albright   | Nelly Amaral   |
| Rose Grogan               | Joan Blackman   | Neusa Tavares  |
| Lew Nyack                 | Charles Bronson | Ayrton Cardoso |

## Avaliações
- 5/5 ou 10/10